# Bahnhof Locarno

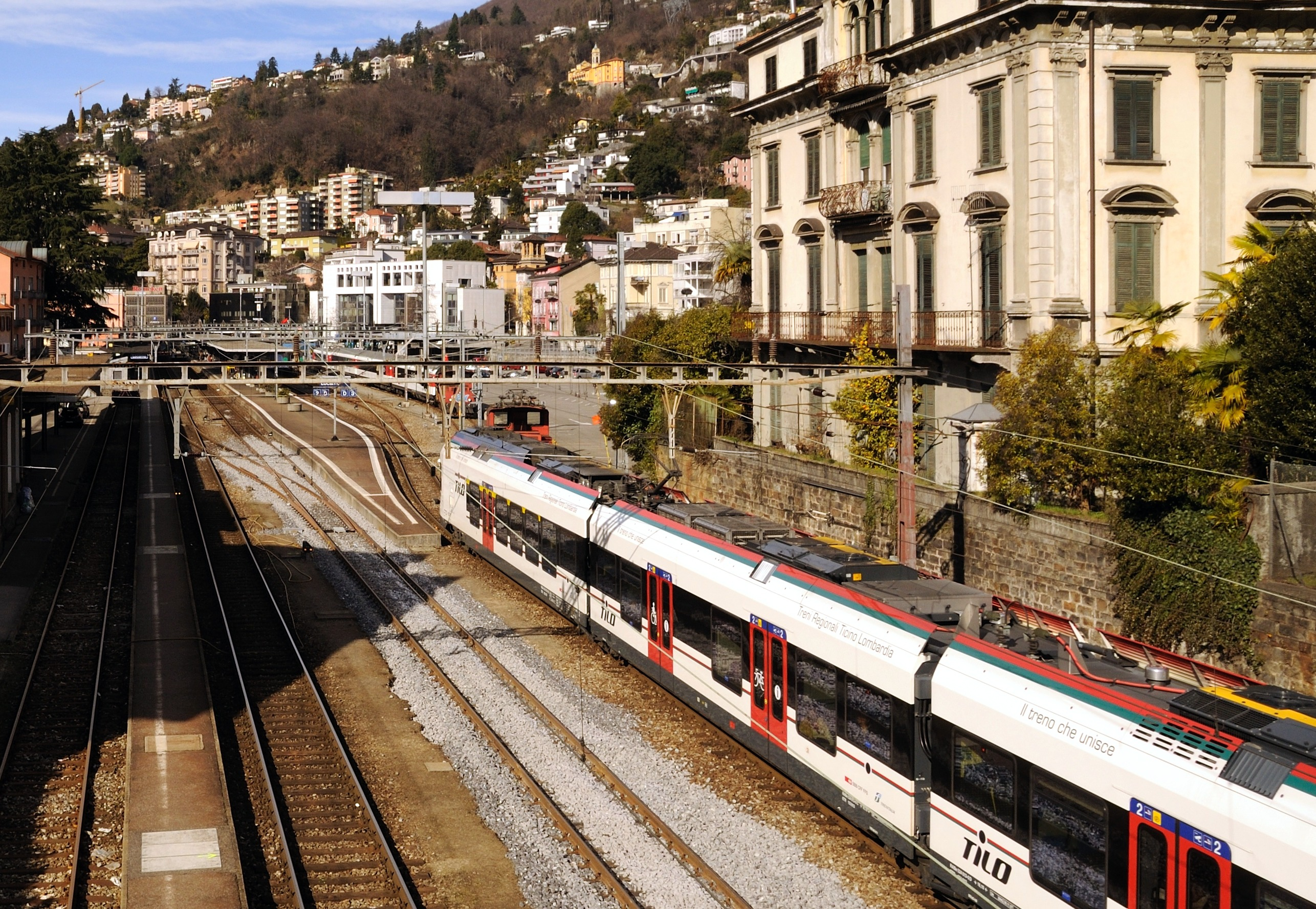
Einfahrender Zug in den Bahnhof von Locarno

Der Bahnhof von Locarno besteht aus zwei nicht mehr miteinander verbundenen Kopfbahnhöfen unterschiedlicher Spurweiten. Die Schweizerischen Bundesbahnen betreiben zwischen Bellinzona und Locarno die Bahnstrecke Giubiasco–Locarno, eine normalspurige Zweigstrecke der Gotthardbahn. 1912 wurde die von Domodossola kommende, meterspurige Centovallibahn fertiggestellt, die heute dort ihre unterirdische Endstation hat.
Vor dem Umbau des Bahnhofs hielten die Züge der Centovallibahn an einem separaten Bahnsteig auf dem Bahnhofsplatz. Im Zuge dieses Umbaus erhielt der normalspurige Teil des Bahnhofs einen Zungenbahnsteig zwischen den Gleisen 2 und 3. Die Anlagen des Güterverkehrs beider Bahnen wurden entfernt, und an ihrer Stelle entstand der unterirdische Bahnhof der FART.
Der Bahnhof befindet sich auf dem Gebiet der Gemeinde Muralto, die Gemeindegrenze zu Locarno verläuft entlang des Baches Torrente Ramogna westlich des Bahnhofs.
Nach einer Bauzeit von zwei Jahren und einer Investition von 12 Millionen Schweizer Franken wurde 2019 das renovierte Hauptgebäude wiedereröffnet. Seit November 2020 verbindet eine neue Fussgängerunterführung am östlichen Ende des Bahnhofs den SBB- mit dem FART-Teil direkt.

## Verkehr
Im unterirdischen FART-Teil verkehren Regional-, RegioExpress- und Panoramazüge nach Intragna, Camedo und Domodossola.
Der SBB-Teil ist Endpunkt der stündlichen InterRegio-Linie von Basel bzw. Zürich, welche durch die SOB betrieben wird. Dazu verkehren am Wochenende teilweise InterCity-Entlastungszüge via Gotthard-Basistunnel, welche Locarno mit Genf, Lausanne, Luzern und Zürich verbinden.
Die S20 verkehrt im 30-Minuten-Takt nach Bellinzona, ebenso die im Dezember 2020 geschaffene Linie RE80 nach Lugano – Chiasso, welche durch den Ceneri-Basistunnel verkehrt. Somit halbierte sich die Reisezeit Locarno–Lugano von 60 auf 30 Minuten. Stündlich fährt der RE80 weiter bis nach Milano Centrale.

### Fernverkehr
- 26 Basel SBB – Luzern –  Göschenen – Locarno  FS  (Treno Gottardo)
- 46 Zürich HB – Göschenen – Locarno  FS  (Treno Gottardo)
- Genève-Aéroport/Lausanne – Luzern – Locarno (Samstag Genf–Locarno, Sonntag Locarno–Lausanne)

### Regionalverkehr
- RE 80 Locarno – Cadenazzo – (Ceneri-Basistunnel –) Lugano – Mendrisio – Chiasso – Como San Giovanni – Monza – Milano Centrale

 S-Bahn Verkehr 
- S 20 Castione-Arbedo – Bellinzona – Giubiasco – Cadenazzo – Locarno

FART
- Locarno – Camedo – Domodossola
- Locarno – Camedo – Domodossola
- Locarno – Intragna – Camedo